# Comuna Daneți, Dolj
Daneți este o comună în județul Dolj, Oltenia, România, formată din satele Brabeți, Braniște, Daneți (reședința) și Locusteni.
Este compusă din 4 sate: Daneți, Brabeți, Braniște și Locusteni. Este o comună cu 7200 de locuitori, 2400 de gospodării și 2468 de locuințe. Codul poștal al comunei Daneți este 207215.
Activitatea specifică zonei este agricultura și creșterea animalelor.
Comuna Daneți deține câteva monumente istorice:
- Așezarea daco-romană de la Locusteni (sec. IV);
- Biserica Cuvioasa Paraschiva (Brabeți);
- Biserică și moschee (Daneți);
- Biserica Adormirea Maicii Domnului.

În centrul satului Daneți este amenajat un frumos părculeț. 
În comuna Daneți sunt, de asemenea, 5 școli, 5 grădinițe, o școală profesională, două farmacii, o drogherie, o unitate C.E.C. și un cămin cultural.
Această comună s-a făcut cunoscută prin intermediul ”giganților de Daneți”, care nu sunt altceva decât faimoasele lubenițe (pepeni verzi), care au ajuns la nu mai puțin de 24 kg în anul 2008.

## Demografie
Componența etnică a comunei Daneți
     Români (94,82%)
     Alte etnii (0,14%)
     Necunoscută (5,05%)
Componența confesională a comunei Daneți
     Ortodocși (94,56%)
     Alte religii (0,35%)
     Necunoscută (5,09%)
Conform recensământului efectuat în 2021, populația comunei Daneți se ridică la 5.131 de locuitori, în scădere față de recensământul anterior din 2011, când fuseseră înregistrați 6.257 de locuitori. Majoritatea locuitorilor sunt români (94,82%), iar pentru 5,05% nu se cunoaște apartenența etnică. Din punct de vedere confesional, majoritatea locuitorilor sunt ortodocși (94,56%), iar pentru 5,09% nu se cunoaște apartenența confesională.

## Politică și administrație
Comuna Daneți este administrată de un primar și un consiliu local compus din 15 consilieri. Primarul, Marius Cristian Antonie[*], de la Partidul Social Democrat, este în funcție din 2016. Începând cu alegerile locale din 2024, consiliul local are următoarea componență pe partide politice:
|  | Partid                          | Consilieri | Componența Consiliului | Componența Consiliului | Componența Consiliului | Componența Consiliului | Componența Consiliului | Componența Consiliului | Componența Consiliului | Componența Consiliului | Componența Consiliului | Componența Consiliului | Componența Consiliului |
|  | ------------------------------- | ---------- | ---------------------- | ---------------------- | ---------------------- | ---------------------- | ---------------------- | ---------------------- | ---------------------- | ---------------------- | ---------------------- | ---------------------- | ---------------------- |
|  | Partidul Social Democrat        | 11         |                        |                        |                        |                        |                        |                        |                        |                        |                        |                        |                        |
|  | Partidul Național Liberal       | 3          |                        |                        |                        |                        |                        |                        |                        |                        |                        |                        |                        |
|  | Alianța pentru Unirea Românilor | 1          |                        |                        |                        |                        |                        |                        |                        |                        |                        |                        |                        |